# Західно-Чеська область
Західно-Чеська область (чеськ. Západočeský kraj) — колишня адміністративно-територіальна одиниця Чехії в складі Чехословаччини утворена 11 квітня 1960 року. Площа становила 10,9 тисяч км². Населення 873 000 чоловік (1986). Адміністративний центр — місто Пльзень.
З утворенням у 1993 році незалежної Чехії, в країні утворився у 2000 новий адміністративно-територіальний поділ.

## Економіка
Західно-Чеська область була індустріально-аграрним районом (5,9% промислового і 6,5% сільськогосподарського виробництва країни). Соколовський басейн (видобуток 17,4 мільйонів тонн бурого вугілля і 600 тисяч тонн кам'яного вугілля в 1967 році) і великі ТЕС. Машинобудування (машинобудівний завод ім. В. І. Леніна в Пльзені — найбільший у країні, колишня Шкода), порцелянова (район Карлові Вари), текстильна, деревообробна, харчова (особливо пивоваріння в Пльзені) промисловість. Промислові підприємства були сконцентровані головним чином у Пльзені і в долині рвічки Огрже. У сільському господарстві поєднувалася зерново-картопляна спеціалізація рільництва з м'ясо-молочним тваринництвом. Основними сільськогосподарськими культурами були: жито, овес, картопля, льон, кормові трави, в улоговинах — пшениця і буряк. Лісозаготівлі в горах. Відомі курорти — Карлові Вари, Маріанські Лазні, Франтішкови-Лазне, Яхімов.